# 萊克城 (阿肯色州)
萊克城（英語：Lake City）是一個位於美國阿肯色州克雷格黑德縣的城市。根據2020年美國人口普查，該地人口為2326人，而該地的面積約為8.24平方千米。該地與瓊斯伯勒同為克雷格黑德縣的縣治。

## 地理
萊克城的座標為35°49′04″N 90°26′24″W / 35.81778°N 90.44000°W，而該地的平均海拔高度為69米（即226英尺）。